# Omar Halli
Omar Halli (né en 1964 à Safi) est un professeur universitaire marocain.
Il est l'ancien président de l’université Ibn Zohr,, Dr Omar Halli a rejoint l’Organisation du Monde Islamique pour L’Éducation, les Sciences et la Culture (ICESCO) en tant que Conseiller du Directeur général de la Fédération des Universités du Monde Islamique (FUMI).

## Biographie
Omar Halli est titulaire d’un baccalauréat en lettres modernes du lycée Youssef-Ben-Tachfine à Agadir, d’une licence en littérature en 1985, d’un diplôme d'études supérieures de la faculté des lettres et des sciences humaines Ain Chock en 1987. Il possède également un diplôme d'études supérieures et d'un doctorat d'État sur l’autobiographie.
En 2006, il obtient un master en droit privé de l'université de Perpignan[réf. souhaitée].
En 2010, il obtient un certificat C21 de l'université de Nîmes[réf. souhaitée].

## Carrière
Il a travaillé pendant de nombreuses années comme enseignant-chercheur à la faculté de langue arabe à Marrakech, puis à la faculté des lettres et sciences humaines de l'université Ibn Zohr d'Agadir.
Il devient vice-président chargé des affaires pédagogiques à l’université Ibn Zohr en 2004, avant d’être nommé président en 2011. Il est réélu en 2015.
En 2011, il est sélectionné pour devenir membre du conseil administratif de l'académie régionale de l'éducation et de la formation de Souss-Massa-Drâa, Guelmim-Es-Semara, Laâyoune-Sakia El Hamra et Oued ed-Dahab-Lagouira[réf. souhaitée].
De 2012 à 2015, il est membre de la Commission nationale pour la coordination de l'enseignement supérieur[réf. souhaitée].
Il est président de l'association Sud Cultures[réf. souhaitée].
En janvier 2019, il est nommé par le chef du gouvernement Saad Dine El Otmani membre du Conseil supérieur de l'éducation, de la formation et de la recherche scientifique (CSEFRS),,.
En mars 2020, il devient membre de la Commission nationale pour l'éducation, les sciences et la culture.

## Prix et distinctions
- Homme de l’année amazighe 2968[4]